# Equinox
Pour les articles homonymes, voir Equinox (homonymie).
Equinox est un super-vilain créé par Marvel Comics. Il est apparu pour la première fois dans Marvel Team-up #23, en 1974.

## Origine
Terrence « Terry » Sorenson était le fils d'un couple de chercheurs noirs américains. Moins reconnu pour ses travaux, David commença à devenir violent et battre Margay. Un jour, complètement ivre, il fut victime d'une explosion alors qu'il travaillait dans son laboratoire. Terrence se trouvait près de lui, et son corps fut irradié, le transformant en homme thermodynamique composé de flamme et de glace.
Margay tenta de guérir son fils mais échoua dans ses expériences. La mère n'eut bientôt plus d'argent et Terrence fut tenté de voler, son état mental devenant de plus en plus instable.
Dans sa carrière de criminel, il affronta Spider-Man et Hank Pym. Il fut l'allié d'Armadillo et de l'Homme-taureau.
Quelques années plus tard, il retrouva ses esprits et abandonna le crime, avant de fonder une famille. Sa femme décéda et il resta seul avec sa fille Janet qui manifesta des pouvoirs similaires vers ses 6 ans. De nouveau troublé, il commença à la battre mais fut stoppé par le Faucon (Sam Wilson), qui l'aida par la suite à régler ses problèmes sociaux et mentaux.
On revit pourtant Equinox prisonnier de la Prison de la Zone Négative, lors du crossover Civil War.
On découvrit qu'un Skrull avait pris sa place durant le crossover Secret Invasion.

## Pouvoirs
- Le corps d'Equinox subit une transition de flux thermique constante, une partie étant couverte de glace et l'autre en combustion. Il est insensible à ces deux extrêmes de température. Toutefois, une attaque le visant lorsqu'il se sert du don opposé (un incendie alors qu'il est recouvert de glace, ou un gel soudain quand il est en flamme) peut le rendre inconscient, le choc thermique dégageant trop d'énergie pour lui.
- Il peut aussi projeter des flammes ou de la glace, comme la Torche Humaine ou Iceberg, mais de plus faible puissance. Il ne peut utiliser ses deux projections en même temps.
- De plus, il possède une force surhumaine, lui permettant de soulever près de 25 tonnes, et un degré de résistance le protégeant des dégâts conventionnels et énergétiques.
- Equinox a été équipé pendant un temps d'un costume régulant sa température corporelle, lui permettant d'utiliser ses deux pouvoirs en même temps.